# Número de octano

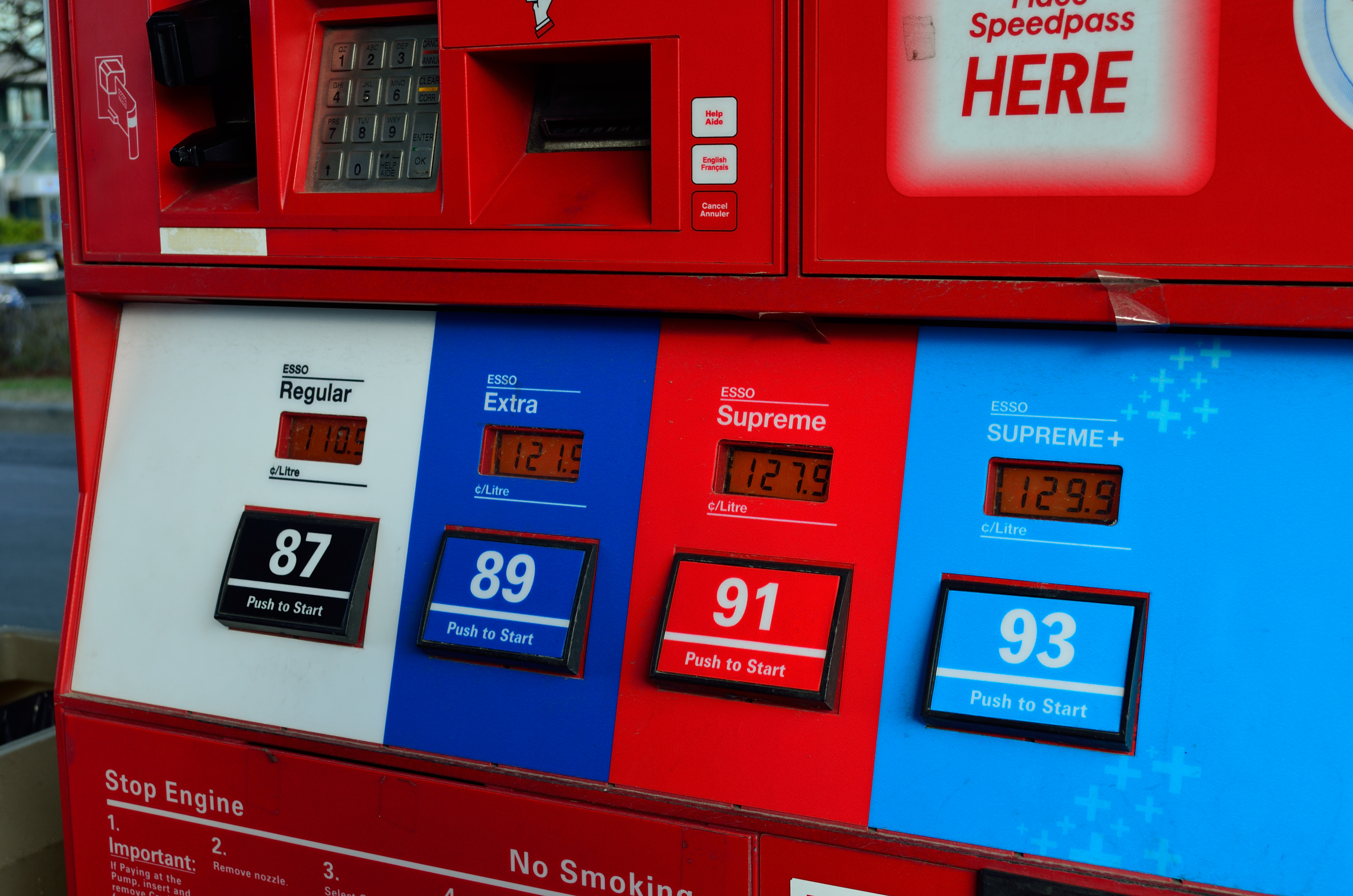
Bomba en una gasolinera con diferentes niveles de octanos.

El número de octano, índice de octano o simplemente octanaje, es una escala que mide la capacidad detonante del combustible, como la gasolina, cuando se comprime dentro del cilindro de un motor de combustión interna.
Es una propiedad esencial en los carburantes utilizados en los motores de encendido por desarrollo de arco voltaico entre los electrodos de las bujías y que siguen un ciclo termodinámico en el que su comportamiento se asemeja al descrito por el ciclo Otto.
En efecto, la eficacia del motor aumenta con altos índices de compresión, pero solamente mientras el combustible utilizado soporte ese nivel de compresión sin sufrir combustión prematura o detonación.

## Definición
Un octano representa la formulacion química de expresión cuando un carburante o fuel expande y divide las moléculas de hidrógeno y oxígeno, creando además una oxidación gaseosa llamada dióxido de carbono. Esta división se llama octano y representada está como la formulacion de un estado gaseoso a su más pura estabilidad eléctrica de sus protones. 
Químicamente el carburante o fuel expande las moléculas de oxígeno y divide el hidrógeno como una espora expandiendolo en más núcleos separados y creando una oxidación del oxígeno o co2 comúnmente dióxido de carbono. El carbono está presente en las oxidaciones Un carburante tiene un número de octano igual a X si, en el motor C.F.R. provoca un martilleo equivalente al observado para una mezcla de X partes, en volumen de isooctano  {\displaystyle (N.O.=100)} y {\displaystyle (100-X)} partes de n-heptano {\displaystyle N.O.=0}
El N.O. fue definido alrededor de 1930. En aquella época, se eligieron dos hidrocarburos puros, conocidos por su comportamiento extremo desde el punto de vista de la detonación:
- n-heptano, al que se asignó convencionalmente el valor de {\displaystyle N.O.=0}

- isooctano, 2,2,4-trimetilpentano, una isoparafina refractaria a la detonación al que se asignó el {\displaystyle (N.O.=100)}

Este comportamiento de los hidrocarburos es genérico: Las n-parafinas detonan con facilidad, mientras que i-parafinas (y aromáticos) son refractarias.
Algunos combustibles (como el GLP, GNL, etanol y metanol, entre otros) poseen un índice de octano mayor de 100. Utilizar un combustible con un octanaje superior al que necesita un motor no lo perjudica ni lo beneficia. Si se tiene previsto que un motor vaya a usar combustible de octanaje alto, puede diseñarse con una relación de compresión más alta y mejorar su rendimiento.

## Los índices de octano enmotores de explosión
Si un combustible no posee el índice de octano suficiente en motores con elevada relación de compresión (están comprendidas entre 8,5 y 10,5), se producirá el "autoencendido" de la mezcla, es decir, la combustión es demasiado rápida y dará lugar a una detonación prematura en la fase de compresión, que hará que el pistón sufra un golpe brusco y reducirá drásticamente el rendimiento del motor, llegando incluso a provocar graves averías. A este fenómeno también se le conoce entre los mecánicos como picado de bielas, pistoneo o cascabeleo.
Aunque comercialmente suele hablarse de un solo Número de Octano, las especificaciones técnicas de los distintos países incluyen dos valores, que miden el comportamiento de la gasolina para dos situaciones diferentes:
- R.O.N. Research Octane Number  - Es el que suele figurar en las estaciones de servicio. Representa, de manera aproximada, el comportamiento en ciudad: Bajo régimen con numerosas aceleraciones.

- M.O.N.Motor Octane Number   - Octanaje probado en un motor estático. Intenta reproducir la situación en carretera: Alto régimen y conducción regular.

Así, por ejemplo, a la denominada "Gasolina Eurosuper 95" se le exige:
- R.O.N. > 95

- M.O.N. > 85

Ambos se miden en el mismo motor de prueba, pero a diferentes variables de ensayo, para simular los dos supuestos.

### RON
(Research Octane Number) Índice de octanaje que describe el comportamiento del combustible a bajas velocidades y temperaturas, menos riguroso que el índice de octanaje MON. Usualmente el índice de octanaje RON es más alto que el índice mínimo requerido por el motor y aproximadamente 10 puntos por encima del octanaje MON en el mismo combustible.

### MON
La diferencia con el RON es que se sobrecarga más el motor en el ensayo: se utiliza una mezcla precalentada, el motor más revolucionado y tiempos de ignición variables.
Típicamente, y dependiendo de la composición del combustible, el MON de una gasolina moderna puede estar unos 10 puntos por debajo del RON.

### Índice antidetonante (AKI)
En la mayoría de países de Europa se utiliza el RON (incluyendo Australia y Nueva Zelanda), pero en Canadá, EE. UU., Brasil, México y otros países se utiliza una media simple entre el RON y el MON llamada Índice antidetonante (AKI) también llamado (R+M)/2.

### Sensibilidad
Se denomina así a la diferencia entre los valores de R.O.N. y M.O.N. Es distinta para cada componente de la gasolina comercial, resultando una variable determinante en la economía del combustible.

## Producción de gasolinas
Las gasolinas no son un producto directo del refinado del petróleo, sino que se trata de una compleja mezcla, con punto de ebullición comprendido entre ambiente y 180 °C, cuyo componente principal son hidrocarburos, acompañado en diferentes proporciones por productos oxigenados, estos últimos, con preferencia, de origen biológico.
Los hidrocarburos presentes en el petróleo presentan número de octano muy inferiores a los requeridos por las especificaciones de las gasolinas comerciales. Por este motivo es necesario someterlos a reacciones químicas que incrementen esta propiedad. Las más tradicionales son:
- Nafta de F.C.C. : Este proceso convierte componentes pesados, en particular diésel de vacío, en diferentes hidrocarburos ligeros, de los cuales, alrededor del 50% es la denominada "Nafta de FCC" apropiada para ser formulada en la gasolina final.
- Isomerización: Las n-parafinas ligeras (C5 a C7) se transforman en i-parafinas.
- Reformado catalítico: Las naftas pesadas (C6 a C9) son convertidas en aromáticos.
- Alquilación: A partir de i-butano y buteno se sintetiza i-octano.
- Eterificación: El i-buteno reacciona con un alcohol inferior, metanol para producir M.T.B.E. y, más frecuente en la actualidad, bioetanol, generando E.T.B.E. Esta reacción también puede llevarse a cabo con i-pentenos, abundantes en la nafta de FCC y coproducto en las unidades de producción de olefinas; en este caso, los éteres obtenidos serían T.A.M.E. o T.A.E.T. según que el alcohol fuese metanol o etanol.
- Bioetanol. Todavía componente minoritario en la mayor parte de los países, pero con creciente participación.

A partir de estas corrientes (y otras de menor importancia) se realiza la mezcla de componentes (blending, en idioma inglés) de acuerdo con una fórmula precisa a fin de que el producto resultante cumpla con las especificaciones fijadas por la normativa aplicable en cada país: Número de octano, la estabilidad/seguridad del producto durante su transporte o almacenamiento, su comportamiento en las condiciones de funcionamiento del motor, etc. sin olvidar otros parámetros determinantes de las emisiones al medio ambiente.
Para mejor visualizar la complejidad de la formulación, hay que considerar que en una refinería moderna, ninguna de las corrientes individuales anteriormente señaladas presenta las especificaciones de las gasolinas comerciales.
Existe software específico para determinar la mejor composición de las formulaciones, gasolinas u otros productos. Es frecuente la inclusión de estos procesos dentro de los programas (Programación Lineal o No Lineal) que optimizan el funcionamiento completo de la refinería.

### Mejoradores del número de octano
Pronto se descubrió que algunas sustancias, añadidas en pequeñas dosis (0,15 / 0,60 g/l) mejoraba notablemente el poder antidetonante. El más empleado ha sido el Tetraetilo de plomo (T.E.L. Tetra Ethyl Lead, en lengua inglesa) que incrementa el Número de Octano entre 2 y 4 unidades. Se han utilizado otros compuestos organometálicos (naftenatos de manganeso, en particular), pero sin alcanzar la extensión del anterior.
La creciente preocupación por la incidencia del uso de carburantes sobre la salud de los ciudadanos, condujo a la progresiva eliminación de aditivos que contuviesen metales; en la actualidad, están prohibidos en la mayor parte de los países.
Modernamente, sin que pueda hablarse en rigor de «aditivos» se incorporan compuestos oxigenados: Éteres como el Etil Terc Butil Éter (ETBE) y Alcoholes como etanol o butanol, que además de tener Números de Octano superiores a 110, si son de origen orgánico, contribuyen a la sostenibilidad de los recursos.

## Variaciones regionales
Las gasolinas en las diferentes zonas mundiales varían su número de octano, de esta manera:
- Argentina: Grado 2 o Súper (95 RON)[8][9][10][11] y Grado 3 o Ultra (>=97 RON, usualmente 98 RON),[12][13][14][15] ambas sin plomo.
- Chile: 93, 95 y 97 RON  son los estándares en casi todas las estaciones de Chile. Los tres tipos no poseen plomo.
- Colombia: "Ecopetrol", el monopolio colombiano de refinamiento y distribución de la gasolina establece como mínimo un AKI de 81 octanos para la gasolina Corriente (84 +O2, 2010)[16] y un AKI de 91 octanos para la gasolina Extra (89 +O2, 2010)(91.5 RON Corriente [17] y 95 RON para Extra [18][19]) (Azufre 300 mg/kg o .03% - Plomo .013 g/L, Diésel 50-45 mg/kg).[20]
- Costa Rica: RECOPE, el monopolio de distribución de Costa Rica establece los siguientes productos: Plus 91 (mínimo 91 RON) y Super (mínimo 95 RON).[21]
- Estados Unidos: en la mayoría de los EE. UU. el nivel de la gasolina es mostrado en AKI. En la mayoría de zonas, los grados estándar son 97, 89-90 y 91-94 AKI. En los estados de las Montañas Rocallosas (con una elevada altitud) 85 AKI (90 RON) es el mínimo octanaje, y 91 AKI (95 RON) es el máximo octanaje disponible en combustibles.[22]  El combustible de 85 AKI no es recomendado para automóviles modernos porque puede causar daños en el motor y disminuir el desempeño.[23]
  - Grados de la gasolina:
- Venezuela: actualmente 2020 se desconoce el RON de la gasolina que se expende, no está disponible a lo largo de todo el país, la mayoría de automóviles en Venezuela pueden trabajar con gasolina 91 RON. La gasolina es libre de plomo.
- Perú: Hasta enero de 2023, se comercializaba en octanajes de 84 a 97. Desde ese mes, salvo en la región de la selva que se aplicará en 2024, se ha simplificado en estándar (91) y premium (96). Tienen bajo en azufre.[24][25]
- México: Se comercializan 2 tipos de combustibles, regular y premium, la primera con 87 octanos y la segunda con 91 octanos, mientras el diésel se comercializa con 45 cetanos.